# Кудрявцев, Владимир Товиевич
Влади́мир То́виевич Кудря́вцев (род. 13 марта 1961, Москва, СССР) — советский и российский психолог, доктор психологических наук, профессор, заведующий кафедрой теории и истории психологии Института психологии им. Л. С. Выготского РГГУ, заведующий лабораторией психолого-педагогических основ развивающего образования Института развития дошкольного образования РАО, Президент Автономной некоммерческой организации «Центр развивающего образования Владимира Кудрявцева».

## Биография
Владимир Кудрявцев родился 13 марта 1961 года в городе Москве.
Окончил отделение психологии и педагогики педагогического факультета Московского государственного педагогического института (1983), аспирантуру Института дошкольного воспитания Академии педагогических наук СССР (1986).
Ученик и соратник психолога и педагога В. В. Давыдова. Последователь философа Э. В. Ильенкова. На формирование научной позиции повлияли работы отца — профессора, доктора психологических наук Т. В. Кудрявцева (1928—1987), а также его коллег и друзей — А. В. Брушлинского, Н. Н. Поддьякова, Я. А. Пономарева, Ф. Т. Михайлова, профессиональное и личное общение с ними.
Автор свыше 300 научных и научно-методических работ, в том числе более 10 книг. Систематически публикуется в центральных научных и научно-практических периодических изданиях (журналы «Вопросы психологии», «Психологический журнал», «Вопросы философии», «Социологические исследования», «Дошкольное воспитание» и др.). Ряд работ переведён на английский, норвежский, финский и др. языки (в частности, статьи в американских журналах Russian Education and Society, Journal of Russian and East European Psychology).
Сфера исследовательских и практических интересов: философские дискурсы психологии, проблемы теории и методологии психологии развития человека, проектирования инновационного — развивающего образования (дошкольного, школьного, высшего), вопросы психологии творчества, формирования и диагностики творческих способностей, психологии субъекта, личности и личностного роста, экономической психологии, психологии здоровья. В междисциплинарном ключе разрабатывает проблематику истории и теории детства.
Создатель концепции и программы развивающего дошкольного образования, методических материалов к ней (1996—1999), концепции культуросообразного образования (2002), проекта «Развивающая педагогика оздоровления» (1997—2000), банка диагностических методик для оценки творческого потенциала ребёнка (БТКК — Батарея Тестов Креативности Кудрявцева) и др.
Построенные на этой основе образовательные модели апробируются и внедряются в ДОУ и школах 50 регионов России. В настоящее время совместно с проф. Э. Камиа (Университет Букио, Киото, Япония), ведёт работу в рамках российско-японского образовательного проекта KKDD — Kudriavtsev’s & Kamia’s Dai Do (проект Кудрявцева и Камиа «Большой Путь»). Руководитель и автор проекта развивающего дошкольного образования «Тропинки».
Сочетая исследовательскую, организационную и общественную деятельность с преподавательской, подготовил и опубликовал программы курсов общей психологии (1995) и психологии развития человека (1996), учебное пособие по психологии развития (1997). Приглашался для чтения лекций по проблемам теории развивающего образования в ряд университетов Западной Европы и Японии. Через свой сайт проводит просветительскую и консультационную работу с многочисленными посетителями.
Президент Международной Ассоциации развивающего дошкольного образования, ответственный редактор журнала «Вестник РГГУ. Серия „Психологии“», член Бюро Московского отделения психологического общества России, Консультативного совета Международной Ассоциации развивающего образования, редакционных коллегий и советов журналов «Обруч», «Начальная школа +», «Вестник МАРО», «Управление дошкольным образованием», «Современное образование» и др., Международного общества культурно-деятельностных исследований (ISCAR).
Научный руководитель ряда российских экспериментальных дошкольных учреждений и школ (в частности, «Школы лаборатории „Лосиный остров“ № 368» г. Москвы, где впервые выстроена единая система развивающего образования — с дошкольной ступени до старших классов).
В 2001 г. в Москве организован «Центр развивающего образования Владимира Кудрявцева», целью которого является разработка, апробация, внедрение и распространение перспективных технологий развития и поддержки человеческих способностей в сфере образования, культуры, экономики, политики и др.

## Сочинения
- Проблемное обучение: истоки, сущность, перспективы. 1991.
- Методолого-теоретические основы системы дошкольного образования. 1986. (соавт. О. А. Кармаева)
- Развитое детство и развивающее образование: культурно-исторический подход. 1997.
- Смысл человеческого детства и психическое развитие ребёнка. 1997.
- Инновационное дошкольное образование: опыт, проблемы и стратегия развития. 1997—2000.
- Психология развития человека. Основания культурно-исторического подхода. 1999.
- Диагностика творческого потенциала и интеллектуальной готовности детей к развивающему школьному обучению. 1999.
- Развивающая педагогика оздоровления. 2000.
- Творческий потенциал дошкольника: природа и структура. 2002. (соавт. Б. Г. Урмурзигна)
- Ослабленный ребёнок: оздоровление и развитие. 2003. (соавт. Б. Б. Егоров)
- Ребёнок и декоративно-прикладное искусство обских угров. 2003.
- Личностный рост ребёнка в дошкольном образовании. 2005.
- Творческая природа человека//Вопросы психологии. 1990, № 3, с. 113—120.
- «Предшкольное образование»: необходимость или…?//Психологическая наука и образование. 2005. № 2.
- На путях к вершинно-глубинной психологии//Вопросы психологии. 2006, № 5, с. 113—125.